# تام فلتون
توماس اندرو «تام» فلتون (به انگلیسی: Thomas Andrew Felton) (زادهٔ ۲۲ سپتامبر ۱۹۸۷) بازیگر و خواننده اهل بریتانیا است. او در پی ایفای نقش دراکو مالفوی در مجموعه فیلم‌های هری پاتر به شهرت رسید.

## اوایل زندگی
فلتون جوان‌ترین فرزند از بین چهار برادر خود در خانواده‌اش است. فلتون در ساری، انگلستان به همراه پدر و مادرش و سه فرزند دیگر خانواده به نام‌های جاناتان، کریس و اشلی زندگی می‌کند. در کودکی و در سن هفت سالگی در گروه آواز کلیسا بود. در ۱۱ سالگی در یک ماهیگیری در دورکینگ مشغول به کار شد که نخستین کار او بود.

## زندگی هنری

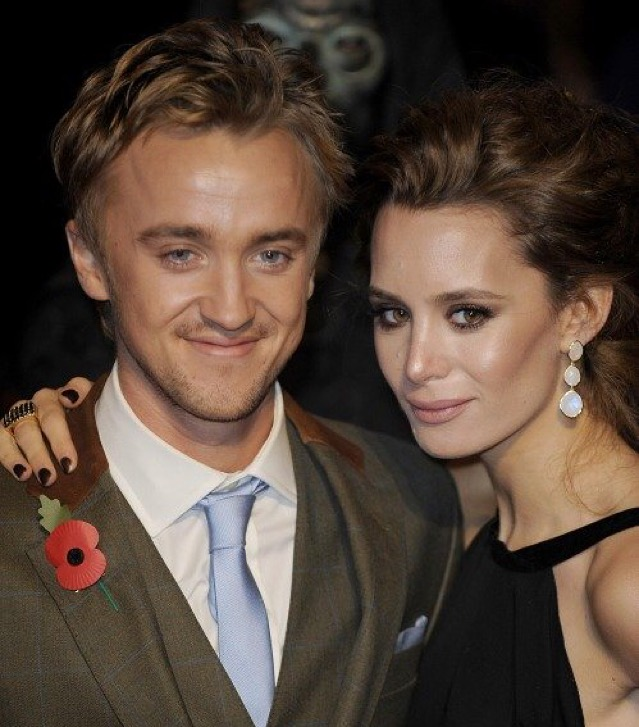
تصویری از تام فلتون

بیشتر شهرت او به خاطر ایفای نقش دراکو مالفوی در مجموعه فیلم‌های هری پاتر است که بازسازی رمان‌هایی فانتزی پر فروش به همین نام اثر جی.کی.رولینگ هستند. فلتون چهارمین و کوچکترین فرزند خانوادهٔ خود است و تحصیلات خود را در انگلستان گذرانده‌است.
فلتون نخستین حضور تصویری خود را در هشت سالگی در تبلیغات بازرگانی شروع کرد و در ده سالگی در فیلم سینمایی قرض کنندگان بازی کرد او همچنین در فیلم‌های مگان لیوی، آنا و شاه، اوفلیا و استراتون بازی کرده‌است. وقتی نقش دریکو مالفوی را شروع کرد، به دنبال آن در هفت فیلم بعدی هری پاتر هم حضور پیدا کرد. وی در فصل ۳ سریال فلش ایفاگر نقش جولیان آلبرت (دکترآلکمی) بود.